# Ingeborg Sundrehagen Raustøl
Ingeborg Sundrehagen Raustøl, född 22 augusti 1979 i Oslo, är en norsk skådespelerska. Hon spelade rollen som May Halvorsen i TV-serien Hotel Cæsar. Hon gick ur Teaterhøgskolen maj 2010. Samma år spelade Raustøl rollen som Maria Elena i Folketeaterets uppsättning av The Buddy Holly Musical. Efter en rad teaterroller spelade Raustøl en av huvudrollerna i filmen Høst (2015). Hon hade också en huvudroll i TV-serien Elven (2017). För sin gestaltning av Cally Monrad i Det Norske Teatrets uppsättning Cally (2018) menade Scenekunsts skribent Runa Borch Skolseg att Raustøl förtjänade lovord. Raustøl har en son född 2015.